# Зінькевич Олена Сергіївна
Олена Сергіївна Зінькевич (нар. 9 листопада 1940, Свердловськ) — український музикознавець, музичний критик, педагог, публіцист, громадський діяч; доктор мистецтвознавства, професор.

## Біографія
Олена Сергіївна Зінькевич народилася в Росії. Її мати Катерина Вікторівна Майбурова (1913—2002) — кандидат мистецтвознавства, професор Київської консерваторії — була однією з фундаторів музичного краєзнавства. 1953 року родина переїхала до Києва.
Закінчила Дитячу музичну школу № 3 по класу фортепіано.
У 1961 — закінчила Київське музичне училище імені Рейнгольда Глієра (теоретичний відділ).
У 1966 — закінчила історико-теоретичний факультет Київської державної консерваторії, паралельно займалася в класі органу.
Закінчила аспірантуру Київської консерваторії та у квітні 1970 захистила кандидатську дисертацію «Трагедії У. Шекспіра в музиці драматичного театру» (наукові керівники М. С. Друскін, О. Я. Шреєр-Ткаченко).
З 1970 року викладає в Київській консерваторії (нині Національна музична академія України імені Петра Чайковського), з 1976 — доцент.
У 1986 році захистила докторську дисертацію «Українська симфонія в світлі діалектики традиції та новаторства (1970-80-і рр.)». З 1989 року — професор. Очолює кафедру історії музики етносів України та музичної критики.

## Діяльність

### Наука
Інтереси Олени Зінькевич як ученого-музикознавця охоплюють широке коло проблем — від далекого музичного минулого до постмодерну в контексті світової культури: теоретичні проблеми музично-історичного процесу, музика та інші види мистецтва, проблеми симфонізму, міжкультурні зв'язки, сучасна музика тощо. Кафедра, яку очолює Є. Зінькевич — перша кафедра в українських музичних ВНЗ, що спеціалізується на музичній культурі етносів України, а також музичній критиці.
Олена Зінькевич постійно бере участь у наукових конференціях в Україні та за кордоном (Росія, Молдова, Білорусь, Латвія, Литва, Німеччина, Шотландія, Англія, Бельгія, Швейцарія, Нідерланди).
Член вченої ради НМАУ ім. П. І. Чайковського із захисту докторських дисертацій.
Авторка статей в енциклопедіях, у тому числі Українській радянській енциклопедії, Музичній енциклопедії (СРСР), Великій радянській енцилопедії, Українській музичній енциклопедії, Die Musik in Geschichte und Gegenwart, The New Grove Dictionary of Music and Musicians.
Авторка монографій, навчальних посібників, понад 200 статей в наукових збірках і спеціалізованій періодиці.

### Музична критика
Авторка численних критичних статей у газетній та спеціальній періодиці. У 1980—1988 роках — громадський кореспондент журналу «Советская музыка» (псевдонім Оксана Музиченко). 2007 року в співавторстві з Ю. І. Чеканом випустила перший в Україні підручник з музичної критики, який ввійшов до шорт-листа Всеукраїнського рейтингу «Книжка року» в номінації «Спеціальна література».

### Педагогіка
Викладацьку діяльність почала паралельно з навчанням у Київському музичному училищі імені Рейнгольда Глієра — в Дитячій музичній школі № 2 (1959—1963).
У 1963—1964 роках працювала в Київській середній спеціальній музичній школі імені Миколи Лисенка, у 1968—1969 роках — у Київському педагогічному інституті. З 1970 року — викладач Київської консерваторії.
У Національній музичній академії України імені Петра Чайковського читає спецкурси з історії російської музики, методології історичного музикознавства, теорії та історії музичної критики, музичного постмодерну. Керує дипломними, магістерськими роботами, дисертаційними дослідженнями (кандидатськими та докторськими).

### Громадська діяльність
З 1974 року — член Національної спілки композиторів України. Обиралася членом правління, заступником голови Київської організації НСКУ, координатором музикознавчої діяльності СК СРСР (1991—1992), секретарем правління НСКУ (1990—1994). Член правління НСКУ.
З 1995 року є членом Асоціації нової музики — української секції International Society for Contemporary Music (Міжнародного суспільства сучасної музики) при ЮНЕСКО.
Авторка проектів та організатор музичних конференцій. З ініціативи очолюваною нею кафедри вперше в Україні було проведено Міжнародний музикознавчий симпозіум за участю директорії IMS, у якому взяли участь учені з 15 країн світу (Київ, 1 — 5 вересня 2008 року). Призначалася членом Колегії Міністерства культури, членом Наглядових і Художніх рад Національних колективів, членом експертної комісії ВАК України, членом журі державних премій і конкурсів тощо. Виступає з публічними лекціями (понад 200 виступів), у радіо- й телепередачах.

## Нагороди
- Премія Міністерства вищої та середньої спеціальної освіти України за кращу наукову публікацію (монографія «Динаміка оновлення. Українська симфонія на сучасному етапі в світлі діалектики традиції та новаторства» (К., 1987);
- Премія журналу «Сучасність» за дослідження «Невідомі шістдесяті» (1999);
- Подяка Кабінету Міністрів України (2003);
- Премія імені М. В. Лисенка (2006).

## Учні
- Спеціалісти та магістри

Здробилко І. Н. (1974), Андрусенко Н. Б. (1975), Баштан О. С. (1975), Морозова В. Я. (1976), Омельченко Т. А. (1976), Буланова Г. І. (1977), Крживицька Н. П. (1977), Владимирова А. А. (1978), Панич О. Б. (1978), Спис А. І. (1979), Добіна Є. М. (1980), Фатєєва Л. Н. (1981), Ярмоленко Н. (1982), Пашинська Є. В. (1984), Чекан Ю. І. (1984), Бочарова Т. М. (1985), Степаненко Н. В. (1986), Чумаченко Є. І. (1988), Ситенко Т. В. (1989), Ракунова І. Н. (1990), Батичкова Л. Д. (1991), Крейдина З. (1992), Дьячкова Є. А. (1993), Лисюк Т. Н. (2000), Андрєєв М. А. (2001), Луніна А. Е. (2002), Лісняк Н. А. (2003), Кунц Е. (2004), Морозова Л. С. (2006), Васильєва А. О. (2007), Таміліна І. Е. (2009), Мяндіна М. (2010), Онишків Е. (2011).
- Кандидати мистецтвознавства

Редя В. Я. (1987), Соломонова О. Б. (1988), Кишка Є. А. (1990), Чекан Ю. І. (1992), Гаврилова Л. Г. (1993), Степаненко Н. В. (1996), Волкова Л. В. (1997), Ланцута Л. В. (1998), Дьячкова Є. А. (1999), Пономаренко Е. Ю. (2003), Арістова І. М. (2004), Лісняк Н. А. (2008), Ракунова І. Н. (2008), Луніна А. Е. (2009), Ситенко Т. В. (2010), Волошина Т. К. (2010), Яцковська (Васильєва) А. О. (2018).
- Доктори мистецтвознавства

Соломонова О. Б. (2009), Редя В. Я. (2010), Чекан Ю. І. (2010).

## Список публікацій

### Монографії, книги
- Георгій Майборода. — К.: Музична Україна, 1973. 2-ге вид. — 1983.
- Якби Чехов був музикантом. — К.: Музична Україна, 1980.
- Динамика обновления. Украинская симфония на современном этапе в свете диалектики традиции и новаторства. — К.: Музична Україна, 1986.
- Симфонические гиперболы. О музыке Евгения Станковича. — Сумы, 1999. 252 с. 2-ге вид. — Ужгород, 2002.
- Концерт и парк на крутояре… Киев музыкальный ХІХ — начала ХХ ст. Очерки. — К.: Дух і літера, 2003.
- Память об исчезающем времени. Страницы музыкальной летописи. — К.: Нора-принт, 2005.
- Mundus musicae. Тексты и контексты. Избранные статьи. — К.: Задруга, 2007.

### Підручники, посібники
(Всі — у співавторстві)
- История украинской музыки. — М., 1981. (Автор разделов).
- Історія української радянської музики. — К., 1990. (Член редколлегии и автор разделов).
- Слухання музики в 1-3 класах. — К., 1980.
- Хрестоматія з слухання музики в 1-3 класах. — К., 1980.
- Слухання музики в 4-5 класах. — К., 1984.
- Хрестоматія з слухання музики в 4-5 класах. — К., 1984.
- Музична критика. Теорія та методика. Навчальний посібник. — Чернівці: Книга XXI, 2007. (у співавторстві з Ю. И. Чеканом).

### Збірки статей
Складання, редагування
- Чайковський та Україна. Збірник статей та матеріалів. — К., 1991. (укладач, співавторство).
- Очерки по истории русской музыки. — К., 1995. (укладач, співавторство).
- Музично-історичні концепції в минулому та сучасності. Збірник статей. — Львів, 1997. (укладач — разом з В. Сивохипом, співавторство).
- Біблія та музика. — К., 1999. (укладач — разом з М. Р. Черкашиною-Губаренко, співавторство).
- Musika: ars et scientia. — Науковий вісник Національної музичної академії України ім. П. І. Чайковського. — Вип. 6. — К., 2000. (укладач, автор вступної статті).
- Історія музики в минулому і сучасності. — Науковий вісник Національної музичної академії України ім. П. І. Чайковського. — Вип. 12. — К., 2000. (укладач — разом з М. Р. Черкашиною-Губаренко, співавторство).
- Чотири століття опери. Оперні школи XIX—XX ст. — Науковий вісник Національної музичної академії України ім. П. І. Чайковського. — Вип. 13. — К., 2000. (укладач — разом з М. Р. Черкашиною-Губаренко, співавторство).
- Музика у просторі культури. — Науковий вісник Національної музичної академії України ім. П. І. Чайковського. — Вип. 33. — К., 2004. (укладач — разом з М. Р. Черкашиною-Губаренко, співавторство).
- Історія музики: нові факти та інтерпретації. — Науковий вісник Національної музичної академії України ім. П. І. Чайковського. — Вип. 42. — К., 2004. (укладач, автор вступної статті, співавторство).
- Історія музики: концепції, інтерпретації, документи. — Науковий вісник Національної музичної академії України ім. П. І. Чайковського. — Вип. 45. — К., 2005. (укладач, автор вступної статті, співавторство).
- Берденникова Е. М. Избранные статьи. Воспоминания. — Київське музикознаство. — Вип. 24. — К., 2007. (укладач — разом з Н. А. Герасимовой-Персидской та З. А. Томсон).
- Весёлое музыковедение. Из музыковедческих маргиналий. — Київське музикознавство. — Вип. 26. — К., 2008. (Редактор-составитель, автор вступительной статьи).
- Наука про музику сьогодні: проблеми та перспективи. Науковий вісник Національної музичної академії України ім. П. І. Чайковського. — Вип. 80. — К, 2009. (укладач, співавторство).
- Anton Rubinstein and Nikolai Rimsky-Korsakov: Selected Operas. Priceedings of the International Musicological Convention. Editor Yelena S. Zinkevich. Music-Edition Lucie Galland (Germany), 1997.

### Статті в наукових збірках і спеціалізованій періодиці
Понад 200, серед них:
«Ромео і Джульєтта» Б. Лятошинського. — В сб.: Українське музикознавство. Вип. 5. — К., 1969.
Музыка к первому «Гамлету». // Советская музыка. — 1971. — № 5.
Музыка молодых (о творческом смотре в Киеве) // Музыкальная жизнь. — 1973. — № 15.
«Пісні Офелії» М. Лисенка. — В сб.: Українське музикознавство. — Вип. 10. — К., 1975.
У музикантів Узбекистану. // Музика. — 1975. — № 2.
Пошуки та відкриття. // Музика. — 1975. — № 6.
Идущие на смену (молодые композиторы Украины). // Советская музыка. — 1976. — № 9.
Юрий Ищенко. — В сб.: Композиторы союзных республик. — Вып. 2. — М., 1977.
З прем'єр минулого сезону. // Музика. — 1978. — № 5.
З прем'єр минулого сезону. // Музика. — 1979. — № 5.
Ю. Рожавская. — В сб.: Они пишут для детей. — Вып. 3. — М., 1980.
Пленум Киевской организации СКУ. // Советская музыка. — 1981. — № 3.
Авторский концерт Л. Колодуба. // Советская музыка. — 1981. — № 5.
У мастеров Латвии. // Музика. — 1981. — № 4.
Концерт О. Костіна. // Музика. — 1982. — № 1.
Гортаючи сторінки біографії. // Музика. — 1982. — № 2.
Симфонія наших днів. // Наука і культура .Україна 1981. Щорічник. АЕ УРСР, Знання УРСР. К., 1982.
Вечно ищущий…[об украинской симфонии]. // Советская музыка, 1982, № 7.
Прошлое страстно глядится в грядущее. (Об «Ольге» Е. Станковича). // Советская музыка, 1983, № 8.
Казки старовини глухої. — В сб.: Наука і культура. Україна 1982. — К., 1983.
На вечере памяти Ю. Рожавской. // Советская музыка, 1984, № 7.
Маршрути творчих пошуків. — В сб.: Українська музична критика і сучасність. — Вип. 2. — К., 1984.
«Ярослав Мудрий» Георгія Майбороди. (Серія «Оперні та балетні лібретто»). Упорядкування та вступна стаття. — К., 1984.
Концертное обозрение. Киев, 1983/84. [Организатор, автор и редактор в авторском коллективе, коллективный псевдоним — Оксана Музыченко]. // Советская музыка. — 1984. — № 12.
Методологические аспекты проблемы традиции и новаторства. — В сб.: Исторические аспекты теоретических проблем. — К., 1985.
Пути развития советского украинского симфонизма. — В сб.: Музыка народов СССР. Труды ГМПИ. — Вып. 72. — М., 1985.
Співдружність. — В Сб.: Наука і культура. — Вип. 19. — К., 1985.
У музичний літопис. — В сб.: Наука і культура. — Вип. 19. — К., 1985. (Псевдонім — Олена Зінченко).
«Я дуже любив і поважав Петра Ілліча». — В сб.: Розповіді про музику — Вип.6. — К., 1985.
Концертное обозрение. Киев. 1984/85. (Организатор, автор, редактор). // Советская музыка. — 1985. — № 12. (Псевдоним — Оксана Музыченко).
Евгений Станкович. — В сб.: Композиторы союзных республик. — Вып. 5. — М., 1986.
Поринання у ліричну стихію. // Музика. — 1986. — № 5.
Епос і драма, лірика й бурлеск. — В сб.: Наука і культура. — Вип. 20. — К., 1986.
Світове визнання. — В сб.: Наука і культура. — Вип. 20. — К., 1986.
Шельменко на оперній сцені. — В сб.: Наука і культура. — Вип. 20. — К., 1986. (Псевдоним — Ольга Зінчук).
Гражданственность — кредо музыкальной современности. — В сб.: Проблемы музыкальной науки. — К., 1987.
Українська балада Ф. Ліста. — В сб.: Наука і культура. — Вип. 21. — К., 1987.
Огляд симфонічних сил. // Музика. — 1987. — № 1.
Ю. Рожавская. — В сб.: О тех, кто пишет музыку для детей. — К., 1987.
Концертное обозрение. Киев. 1985/86. // Советская музыка. — 1987. — № 3. (Псевдоним — Оксана Музыченко).
Значение генетико-типологического аспекта в анализе современной музыки. — В сб.: Музыкальное произведение: сущность, аспекты анализа. — К., 1988.
Нові контакти — нові враження. // Музика. — 1988. — № 4.
На часі — конкретні зрушення (участь у круглому столі «Назустріч IX з'їзду композиторів України»). // Музика. — 1989. — № 1.
Пути обновления украинской симфонии. — В кн.: Новая жизнь традиций. — М., 1989.
Публицистичность как фактор социальной активности критики. — В сб.: Проблемы музыкальной науки. — К., 1989.
Ференц Ліст в Києві. — В сб.: Українська музична спадщина. — Вип. 1. — К., 1989.
Першовідкривач шедеврів. // Музика. — 1990. — № 6.
Науке о Чайковском — второе дыхание. // Советская музыка. — 1991. — № 2.
Основа спілки — конфедерація. //Музика. — 1991. — № 3.
Музична бібліографія київської періодики: Чайковський у концертному житті Києва (1875—1917). — В кн.: П. І. Чайковський та Україна. — К., 1991.
Валентин Сильвестров. Авторские вчера. — Буклет к фестивалю музыки Сильвестрова. — Екатеринбург, 1991.
Н. В. Лысенко как концертант и композитор. // Музыкальная академия. — 1992. — № 2.
Лист з Києва. // Музика. — 1992. — № 2.
Здобутки української симфонії. // Світо-вид, Київ-Нью-Йорк. — 1992. — № 2.
Музичний процес чи його імітація? // Музика. — 1993. — № 1.
Нова українська музика в системі української культури. // Collegium. — 1994. — № 1.
Ференц Ліст в Україні. — В кн.: Український музичний архів. — К., 1995.
Facultas ludendi музичного постмодерну. — В сб.: Старое и новое в музыке ХХ века (материалы международного симпозиума). — Кишинев, 1997.
Метафоры музыкального постмодерна. — В сб.: Искусство ХХ века: уходящая эпоха? (По материалам международного конгресса). — Нижний Новгород, 1997.
Музыка как молчание. — В сб.: Музика і мистецтво абсурду ХХ ст. — Суми, 1997.
Дар таємновідчуття. // Музика. — 1997. — № 4.
Монолог про Сильвестрова («В полоні у художника»). // Музика. — 1997. — № 5.
Невідомі шістдесяті. // Сучасність. — 1999. — № 4.
Искусство и эффект Кассандры.// Зеленая лампа, 1999, № 1-2.
Протистояння. // Сучасність. — 2000. — № 6.
«Горные вершины» Гёте-Лермонтова в русской музыке ХХ века. — В сб.: Гёте в русской культуре ХХ века. — М.: Наука, 2001.
Слово про О. С. Тимошенка. — В кн.: О. Малозьомова, Т. Гусарчук. Покликання. Життя і творча діяльність О. С. Тимошенка. — К., 2002.
Спогади. // Дух і літера. — Київ, 2002.
Слово про Євгена Станковича. // Буклет до ювілейних концертів. — К., 2002.
Служіння. — В сб.: Музична українистика: сучасний вимір. — Вип. 1. Збірка наукових статей на пошану доктора мистецтвознавства Л. Пархоменко. — К., 2005.
Метаморфозы современности: передел музыкального пространства. — В сб.: Музыка и музыкант в меняющемся социокультурном пространстве. — Ростов‑на‑Дону, 2005.
Музичне свідоцтво буття. [До 70-річчя В. В. Сильвестрова]. // Українська культура. — 2007. — № 9.
Про «Палату № 6» В. Зубицького. — В сб.: Музична українистика: сучасний вимір. — Вип. 3: Збірник наукових статей пам'яті Антона Мухи. — К., 2009.
Игры на окраине тысячелетья (о постмодернистской ипостаси украинской музыки). — В сб.: Культура. Наука. Творчество. — Вып. 2. — Минск, 2008.
Воспоминания о М. С. Друскине. — В сб.: Памяти М. С. Друскина. — СПб.: «Аллегро», 2009.
Музыка в сценическом пространстве Андрея Жолдака: о постановке чеховских «Трех сестер». — В сб.: От Моцарта до Шнитке. Сборник статей к 70-летию Евгении Ивановны Чигаревой. — М.: Издатель Доленко, 2010.
Чехов и опера: попытки взаимодействия. — В сб.: Оперный театр вчера, сегодня, завтра. — Ростов-на-Дону, 2010.
«Недостоверное прошлое» русской музыки. В сб.: Композиторы второго ряда в историко-культурном процессе. — М.: «Композитор», 2010.
Шостакович как культурный герой эпохи. В сб.: Современное музыкознание в мировом научном пространстве. Научные труды Белорусской государственной академии музыки. — Вып. 23. — Минск, 2010.
Ukrainische Sinfonik der Gegenwart. // Sowjetische Music im Licht der Perestroika. — Laaber-Verlag, 1990.
Die Reception österreichisch-deutscher Musik in Ukrainischen Symphonien. // Musikgeschichte zwischen Ost- und Westeuropa. Tagungsbericht Chemnitz , 1995. — Academia Verlag, 1996.
The First Operas of Anton Rubinstein.1850s. — В кн.: «Anton Rubinstein and Nikolai Rimsky-Korsakov». — 1997.
Mozart-Opern auf der Böhne zu Kiev im 19 Jahrhundert. // Mozart-Reception In Mittel- und Osteuropa. Tagungsbericht Chemnitz 1996. — Academia Verlag, 1997.
Children of Ukraine. // Abstract Book. BASPCAN 3-rd National Congress «Approaching the Millenium». — Edinburgh. 1997.
Das Opernhaus Kiev (1867—1880) im sozio-kulturellen Kontext der Stadt (nach Presseunterlagen).— В кн.: «Musikgeschichte in Mittel- und Osteuropa. Mitteilungen der internationalen Arbeitsgemeinschaft an der Technischen Universität Chemnitz». — Heft 4. — Gudrun Schreder Verlag. — Chemnitz, 1999.
The Ukrainian Symphony — Phantom or Reality? // Musikgeschichte in Mittel- und Osteuropa. Mitteilungen der internationalen Arbeitsgemeinschaft an der Technischen Universitat Chemnitz. — Heft 7. — Gudrun Schroder Verlag. — Chemnitz 2000.
Liturgishe Motive im zeitgenossischer ukrainischer Komponisten. // Musikgeschichte zwischen Ost- und Westeuropa. — Band 7. (Kirchenmusik — geistliche Musik — religiose Musik). — Studio-Verlag. — Bonn. 2002.
Operas by Anton Rubinstein as Antisipations of the Future // IMS 2002. 17th International Congress. Abstracts. — Leuven-Peer, 2002.
The Ukrainian Composers’ School in the Socio-Cultural Context of the 20-th Century. // Nationale Music in 20. Jahrhundert. — Gudrun Schreder Verlag. — Leipzig, 2004.
Das Leipziger Konservatorium in den Briefen von Mykola Witalijowytsch Lyssenko (1867—1869). // Musikgeschichte in Mittel- und Osteuropa. Mitteilungen der internationalen Arbeitsgemeinschaft an der Universität Leipzig. — Heft 10. — Gudrun Schreder Verlag. — Leipzig, 2005.
Mass and Elite Art. Movements Towards One Another. // Passagen. — Berenreiter, 2007.
Theoretical Problems of History of Music. — В сб.: Наука про музику сьогодні: проблеми та перспективи. Науковий вісник Національної музичної академії України ім. П. І. Чайковського. — Вип. 80. — К., 2009.

## Зміст збірок

### Концерт и парк на крутояре…
В Киеве шумели контракты
Киевские дни Ференца Листа: мифы и реальность
Музыкальные университеты Н. Лескова
«Со свойственной немцам страстью к мечтательной эрудиции…»
Киевский оперный: годы детства
«Жемчужина в репертуаре городского театра…»
Тень Вагнера в Киевской опере
«Чайковский не имеет равных…»
Киевские одиссеи немецких дирижёров
Концерты в Купеческом саду. Рудольф Буллериан
«Клики одобрения и рукоплескания…»
«Сегодня впервые в Киеве…»
«…Если бы из 1888 года да вдруг перемахнуть прямо в 1988…»

### Память об исчезающем времени
- На перекрёстке мнений

З кулуарів — на перехрестя [о В. Сильвестрове]
Эффект подпоручика Киже [о критике]
Новая концепция творческого союза
«Сталін жив, Сталін живе»
Параллельные миры
Национальная опера: фантом или реальность
Національна культура — обличчя України
Тридцать лет спустя [о шестидесятниках]
Подпоручик без лица, но с фамилией [о критике]
- Персонажи

Памяти Ю. Г. Рожавской
Песнь души [Симфония-концерт В. Бибика]
«Русский лубок» [цикл А. Костина]
Опальная симфония [Первая симфония Д. Клебанова]
Діалог мистецтв ["музичні портрети" В. Білика]
Не залякана жертва, а борець [Б. Лятошинський]
Портрет композитора на тлі сьогодення [Є. Станкович]
Мастерство молчания [Misterioso В. Сильвестрова]
Виклик офіційному погляду [про І. Блажкова]
«Звучите литавры и трубы трубите!» [приветственное слово к 75-летию Н. А. Герасимовой-Персидской]
Слово про Евгения Станковича
Идея созидания [об О. С. Тимошенко]
А. Я. Гозенпуд
- Из мозаики времени

Каждый спектакль — на уровне премьеры [беседа с С. Турчаком]
Смотр симфонических сил
Відродимо Київські контракти!
Науке о Чайковском — второе дыхание
Придивимось до словацького досвіду
Фест — не только праздник
Гражданин Ойкумены
Фестиваль как гипертекст
Загадки «Трёх сестёр»
Мы все — соотечественники
- Под знаком постмодерна

В ожидании себя или Куда зовёт «взыскующий сущел»?
Весёлый ветер авангарда
Окно в Европу
Апрельские тезисы постмодерна
Ночи безумные, ночи бессонные
Еще!, или «Два дня и две ночи новой музыки»
Одесские мениппеи
Музыка говорит языком нашего времени

### MUNDUS MUSICAE. Тексты и контексты
- Методологические проблемы истории музыки

Логика художественного процесса как историко-методологическая проблема
От «истории-рассказа» к «истории-проблеме»
К вопросу о межнациональных связях
Генетико-типологический аспект в анализе современной музыки
Лирическая симфония: вопросы типологии
парадоксы целостности
Контекст как смыслообразующий фактор
- «Прогнозы прошлого»

Антон Рубинштейн — 1850-е годы
«Фераморс» А. Рубинштейна: эффект «присутствия будущего»
Безымянное пространство русской оперы (1870—1880-е гг.)
Героини Библии в оперной интерпретации
Киевская премьера «Жизни за царя» в историческом пейзаже времени
- Диалогический контекст культуры

«Горные вершины» Гёте-Лермонтова в музыкальных переводах
Переклички текстов в семиосфере культуры
Память культуры и современное композиторское творчество
Гектор Берлиоз в музыкальной жизни Киева (XIX — начало ХХ века)
Первое явления Рахманинова Киеву
«Гамлет» Шостаковича-Акимова
«Король Лир» Шостаковича
Жизнь традиций
«…По стезям гения»
- Украинская музыка в пространстве своей истории

50 років тому
В обіймах держави
Український авангард: загальна картина
А. П. Чехов и украинская опера
Время «Х» украинской симфонии
Смеховая парадигма украинской музыки
- Персональные ландшафты

Пение мира о самом себе (В. Сильвестров)
Энергия поиска (Борис Буевский)
Возрождения жанра (Виталий Губаренко)
Умение чувствовать прекрасное (Леся Дычко)
Данькевич-симфонист: несбывшиеся возможности
Огонь молодости (Владимир Зубицкий)
Дирижёр и его оркестр (Игорь Блажков)
- Метаморфозы современности

Муза Клио в век компьютера
Метафоры музыкального постмодерна
Массовое и элитарное: взаимопревращения
Сакральные мотивы в современном творчестве
О музыкальной компоненте чеховского римейка А. Жолдака
«Прогулки» с Шостаковичем